# مرسيدس بنز دبليو 220
مرسيدس بنز دبليو 220 (بالإنجليزية: Mercedes-Benz W220)‏ هي سيارة من صناعة دايملر بنز أنتجت في 1998.